# پروانه کلاغی
پروانه کلاغی (نام علمی: Papilio macilentus) از گونه‌های آسیایی است که در سال ۱۸۷۷ توصیف علمی شد. زیستگاه پروانه کلاغی  در کناره جنگل‌ها و دره‌های شبه جزیره کره، چین و ژاپن است. این پروانه از تیره پرستودمان است.